# Rudolf Peschel (Maler)
Rudolf Peschel (* 28. September 1931 in Trautenau; † 5. Februar 1989 in Brieselang) war ein deutscher Maler und Grafiker.

## Leben und Werk
Nach der Aussiedlung besuchte Peschel  von 1946 bis 1950 in Stralsund die Zentral- und Oberschule. Danach arbeitete er in der Volkswerft Stralsund. Von 1952 bis 1957 studierte Peschel an der Hochschule für Bildende und Angewandte Kunst in Berlin-Weißensee unter anderem bei Theo Balden, Werner Klemke, Arno Mohr und Ernst Jazdzewski. Da lernte er Ruth Peschel kennen, die er heiratete.
1959 ließ sich der Künstler in Brieselang nieder und war hier bis 1989 als freischaffender Maler und Grafiker tätig. Er war Mitglied des Verbands Bildender Künstler der DDR.
Peschel galt als ein beliebter Buch- und Kinderbuchillustrator in der DDR. Er illustrierte insbesondere für die Verlage Eulenspiegel, Kinderbuchverlag, Das Neue Berlin, Junge Welt und Volk und Wissen.
1972 und 1979 waren von ihm illustrierte Bücher in der Auswahl der  Schönsten Bücher der Deutschen Demokratischen Republik vertreten. Von ihm stammen auch Pressezeichnungen und freie Grafik, wie Holzschnitt, und Malerei.
Arbeiten Peschels befinden sich in der Kinder- und Jugendbuchabteilung der Staatsbibliothek zu Berlin.
Das Grab Rudolf und Ruth Peschels befindet sich auf dem Waldfriedhof Brieselang.

## Ehrungen
- 1964, 1965, 1972, 1974 und 1974: Auszeichnung im Wettbewerb Schönste Bücher der DDR
- Preis des Ministeriums für Kultur (für die Illustrationen zu Herbert Kürth, Aribert Kutschar: Baustilfibel. Bauwerke und Baustile von der Antike bis zur Gegenwart, Volk und Wissen Verlag, 1965. Mit Ruth Peschel)
- 1973 und 1978: Auszeichnung im Wettbewerb Schönste Buchumschläge

## Illustrationen (Auswahl)
- Herbert Kürth, Aribert Kutschar: Baustilfibel. Bauwerke und Baustile von der Antike bis zur Gegenwart. Volk und Wissen Verlag, 1965. (mit Ruth Peschel)
- Jochen Zmeck: Das große Buch der Magie. Henschel Verlag Berlin, 1968 (mit Barbara Tucholke)
- Miroslav Skàla: Reise um meinen Kopf in vierzig Tagen. 2. Auflage. 1985
- Washington Irving: Diedrich Knickerbockers humoristische Geschichte der Stadt New York. Eulenspiegel Verlag, Berlin, 1978, Gestalter: Unter den schönsten Büchern der DDR 1979[1]
- Wolfgang Buschmann: Zum Frühstück ein Omnibus. Der Kinderbuchverlag
- Fred Seeger: Neunmal nanu und Schwerin dazu. Verlag Junge Welt
- Hans Pfeiffer: Kochrezepte für Kriminalgerichte, oder, Wie man einen Kriminalroman schreibt. Verlag Das Neue Berlin, 1989, ISBN 3-360-00046-3.
- Ferenc Molnár: Die Dampfsäule. Erzählungen. Eulenspiegel Verlag, Berlin 1981

## Ausstellungen (unvollständig)

### Einzelausstellungen
- 1980: Potsdam, Staudenhofgalerie (mit Ruth Peschel, Claus Schulze und Konrad Schönfeld)
- 2001: Falkensee, Heimatmuseum Falkensee (mit Ruth Peschel)
- 2010: Osnabrück, Stadtbibliothek (Illustrationen)[2]

#### Postum
- 2011: Brieselang, Märkischer Künstlerhof (Retrospektive)[3]

### Ausstellungsbeteiligungen
- 1965: Berlin, Deutsche Akademie der Künste („Junge Künstler. Gebrauchsgraphik“)
- 1967 bis 1988: Dresden, VI. Deutsche Kunstausstellung bis X. Kunstausstellung der DDR
- 1974 und 1979: Potsdam, Bezirkskunstausstellungen
- 1979: Berlin, Ausstellungszentrum am Fernsehturm („Buchillustrationen in der DDR. 1949–1979“)